# Gliese 842
Gliese 842 (GJ 842 / HIP 108569) es una estrella en la constelación de Indus.
Visualmente se localiza unos 3º al sur de ε Indi aunque, con magnitud aparente +9,72, no es observable a simple vista.
Está situada, de acuerdo a la reducción de los datos de paralaje de Hipparcos (83,43 ± 1,77 milisegundos de arco), a 39,1 ± 0,8 años luz del sistema solar.
Gliese 842 es una enana roja de tipo espectral M0.5.
Mucho más tenue que el Sol, tiene una luminosidad bolométrica —que incluye la luz infrarroja emitida— equivalente al 5,0% de la luminosidad solar; es, sin embargo, mucho más luminosa que otras enanas rojas más próximas como Próxima Centauri o Wolf 359.
Tiene una temperatura efectiva de 3542 ± 50 K.
Con un radio equivalente al 68% del radio solar, gira sobre sí misma con una velocidad de rotación proyectada de 2,8 km/s, lo que conlleva que su período de rotación no supera los 12,3 días.
Presenta un contenido metálico parecido al del Sol, siendo su índice de metalicidad [M/H] = +0,05.
Aunque en la base de datos SIMBAD Gliese 842 aparece catalogada como posible variable, otros estudios no corroboran dicha variabilidad.